# Eduard Herzog

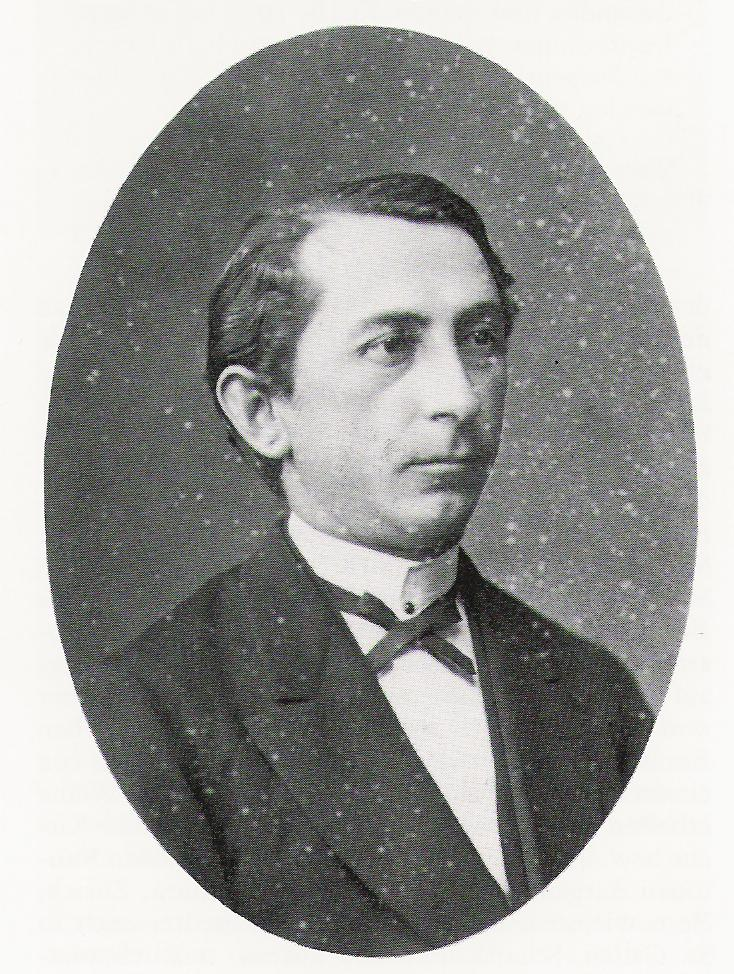
Eduard Herzog.

Eduard Herzog, född den 1 augusti 1841, död den 26 mars 1924, var en schweizisk teolog. 
Herzog blev 1874 professor vid gammalkatolska teologiska fakulteten i Bern, 1876 även schweiziska kristkatolska kyrkans förste biskop. Han utgav bland annat Christkatholisches Gebetbuch (1879; 4:e upplagan 1893).